# A. V. Dicey
Albert Venn Dicey, KC, FBA (4 de febrero de 1835 - 7 de abril de 1922), usualmente citado como A. V. Dicey, fue un jurista y teórico constitucional británico. Es más conocido como el autor de Introduction to the Study of the Law of the Constitution («Introducción al Estudio del Derecho de la Constitución», 1885). Los principios que expone se consideran parte de la constitución británica no codificada. Se convirtió en profesor vineriano de derecho inglés en Oxford y fue uno de los principales eruditos constitucionales de su época. Dicey popularizó la frase "rule of law", aunque su uso se remonta al siglo XVII.

## Biografía
Su padre era Thomas Edward Dicey, senior wrangler (título recibido por la Universidad de Cambridge) en 1811, propietario del Northampton Mercury y presidente de Midland Railway. Su hermano mayor era Edward James Stephen Dicey. También era primo de Leslie Stephen y James Fitzjames Stephen.

## Biografías
- Cosgrove, Richard A. (1980). The Rule of Law: Albert Venn Dicey, Victorian jurist. London: Macmillan.
- Ford, Trowbridge H. (1985). Albert Venn Dicey: The Man and His Times. Chichester: Rose.
- Sheppard, Stephen M. (2008). «Dicey, Albert Venn (1835–1922)».  En Hamowy, Ronald, ed. The Encyclopedia of Libertarianism. Thousand Oaks, CA: SAGE; Cato Institute. pp. 123-34. ISBN 978-1-4129-6580-4. LCCN 2008009151. OCLC 750831024. doi:10.4135/9781412965811.n77.
- Díaz Rico, Javier C. (2025). Albert Venn Dicey y la Escuela de Derecho de Oxford, Dykinson, Madrid.